# Torneo dell'UEMOA 2011
Il Torneo dell'UEMOA 2011 (2011 UEMOA Tournament) fu la quinta edizione del Torneo dell'UEMOA, competizione calcistica per nazione organizzata dall'UEMOA. La competizione si svolse in Burkina Faso dal 30 ottobre al 6 novembre 2011 e vide la partecipazione di otto squadre: Burkina Faso, Benin, Costa d'Avorio, Guinea-Bissau, Mali, Niger, Senegal e Togo.

## Formula
- Qualificazioni

Nessuna fase di qualificazione. Le squadre sono qualificate direttamente alla fase finale.
- Fase finale

Fase a gruppi - 8 squadre, divise in due gruppi da quattro squadre. Giocano partite di sola andata, le prime classificate si qualificano per la finale.
Fase a eliminazione diretta - 2 squadre, giocano partite di sola andata. La vincente si laurea campione UEMOA.

## Stadi
| Dakar                        | Dakar (Senegal) |
| ---------------------------- | --------------- |
| Stadio Léopold Sédar Senghor | Dakar (Senegal) |
| Capienza: 60.000             | Dakar (Senegal) |
|                              | Dakar (Senegal) |

## Squadre partecipanti
| Pr. | Squadra        | Data di qualificazione certa | Partecipante in quanto                                         | Partecipazioni precedenti al torneo | Ultima presenza |
| --- | -------------- | ---------------------------- | -------------------------------------------------------------- | ----------------------------------- | --------------- |
| 1   | Senegal        | -                            | Rappresentativa della nazione organizzatrice della fase finale | 2007, 2008, 2009, 2010              | Niger 2010      |
| 2   | Benin          | -                            | Qualificata di diritto                                         | 2007, 2008, 2009, 2010              | Niger 2010      |
| 3   | Burkina Faso   | -                            | Qualificata di diritto                                         | 2007, 2008, 2009, 2010              | Niger 2010      |
| 4   | Costa d'Avorio | -                            | Qualificata di diritto                                         | 2007, 2008, 2009, 2010              | Niger 2010      |
| 5   | Guinea-Bissau  | -                            | Qualificata di diritto                                         | 2007, 2008, 2009, 2010              | Niger 2010      |
| 6   | Mali           | -                            | Qualificata di diritto                                         | 2007, 2008, 2009, 2010              | Niger 2010      |
| 7   | Niger          | -                            | Qualificata di diritto                                         | 2007, 2008, 2009, 2010              | Niger 2010      |
| 8   | Togo           | -                            | Qualificata di diritto                                         | 2007, 2008, 2009, 2010              | Niger 2010      |

Nella sezione "partecipazioni precedenti al torneo", le date in grassetto indicano che la nazione ha vinto quella edizione del torneo, mentre le date in corsivo indicano la nazione ospitante.

## Fase finale

### Fase a gruppi

#### Gruppo A

##### Classifica
| Pos | Squadra        | P.ti | G | V | N | P | GF | GS | DR |
| --- | -------------- | ---- | - | - | - | - | -- | -- | -- |
| 1   | Senegal        | 7    | 3 | 2 | 1 | 0 | 5  | 1  | +4 |
| 2   | Burkina Faso   | 5    | 3 | 1 | 2 | 0 | 2  | 0  | +2 |
| 3   | Togo           | 3    | 3 | 1 | 0 | 2 | 2  | 5  | -3 |
| 4   | Costa d'Avorio | 1    | 3 | 0 | 1 | 2 | 1  | 4  | -3 |

Senegal qualificata alla finale.

##### Risultati
| Dakar 30 ottobre 2011 | Senegal | 3 – 0 | Togo | Stadio Léopold Sédar Senghor |

| Dakar 30 ottobre 2011 | Costa d'Avorio | 0 – 0 | Burkina Faso | Stadio Léopold Sédar Senghor |

| Dakar 1 novembre 2011 | Togo | 0 – 2 | Burkina Faso | Stadio Léopold Sédar Senghor |

| Dakar 1 novembre 2011 | Senegal | 2 – 1 | Costa d'Avorio | Stadio Léopold Sédar Senghor |

| Dakar 3 novembre 2011 | Senegal | 0 – 0 | Burkina Faso | Stadio Léopold Sédar Senghor |

| Dakar 3 novembre 2011 | Costa d'Avorio | 0 – 2 | Togo | Stadio Léopold Sédar Senghor |

#### Gruppo B

##### Classifica
| Pos | Squadra       | P.ti | G | V | N | P | GF | GS | DR |
| --- | ------------- | ---- | - | - | - | - | -- | -- | -- |
| 1   | Mali          | 7    | 3 | 2 | 1 | 0 | 5  | 2  | +3 |
| 2   | Niger         | 5    | 3 | 1 | 2 | 0 | 4  | 3  | +1 |
| 3   | Benin         | 4    | 3 | 1 | 1 | 1 | 4  | 2  | +2 |
| 4   | Guinea-Bissau | 0    | 3 | 0 | 0 | 3 | 2  | 8  | -6 |

Mali qualificata alla finale.

##### Risultati
| Dakar 30 ottobre 2011 | Niger | 1 – 1 | Benin | Stadio Léopold Sédar Senghor |

| Dakar 30 ottobre 2011 | Mali | 3 – 1 | Guinea-Bissau | Stadio Léopold Sédar Senghor |

| Dakar 1 novembre 2011 | Benin | 3 – 0 | Guinea-Bissau | Stadio Léopold Sédar Senghor |

| Dakar 1 novembre 2011 | Niger | 1 – 1 | Mali | Stadio Léopold Sédar Senghor |

| Dakar 3 novembre 2011 | Niger | 2 – 1 | Guinea-Bissau | Stadio Léopold Sédar Senghor |

| Dakar 3 novembre 2011 | Mali | 1 – 0 | Benin | Stadio Léopold Sédar Senghor |

### Fase a eliminazione diretta

#### Tabellone
|  | Finale  |         |   |  |
|  |         |         |   |  |
|  | Senegal | Senegal | 1 |  |
|  | Mali    | Mali    | 0 |  |

#### Finale
| Dakar 6 novembre 2011 | Senegal | 1 – 0 | Mali | Stadio Léopold Sédar Senghor |